# XF-85小鬼式戰鬥機
XF-85小鬼式戰鬥機是美國軍方為了解決長程戰鬥機為轟炸機護航問題而委託麥克唐納飛機公司設計的寄生式戰鬥機，這種戰鬥機又名子母機，是用轟炸機的彈艙運送，當遇上敵方戰鬥機就放出，戰鬥完畢後又可以回收進轟炸機內，XF-85於1948年試飛成功，但由於解決不了再回收問題，再加上長程戰鬥機和空中加油技術的出現，1949年10月24日，XF-85項目正式取消，唯一的兩架XF-85分別放在俄亥俄州戴頓博物館和內布拉斯加州戰略空軍博物館。

## 基本資料
- 機長：4.53米
- 翼展：6.43米
- 機高：3.35米
- 翼面積：8.3平方米
- 空重：1,807公斤
- 載重：2,540公斤

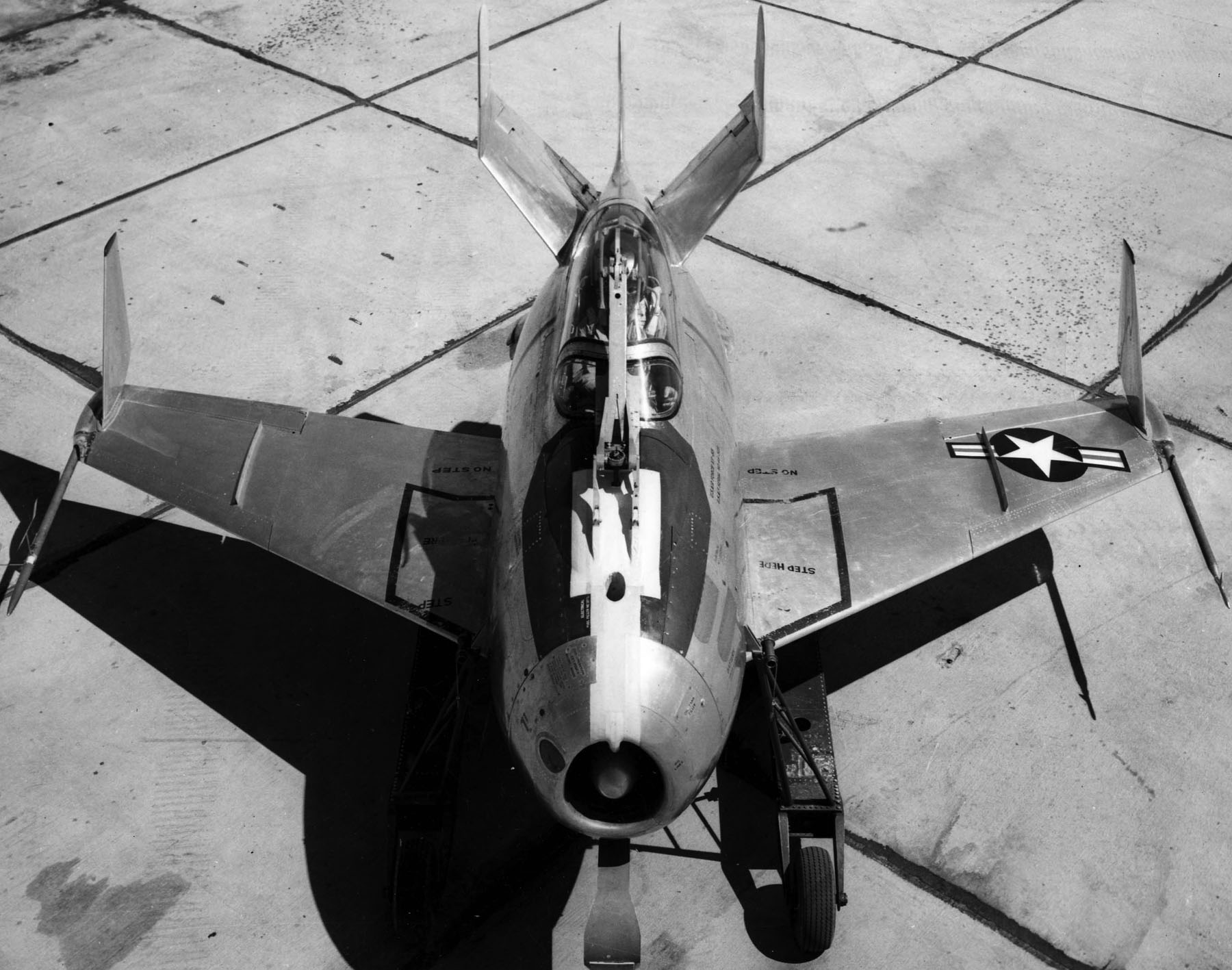
XF-85小鬼式戰鬥機

- 發動機：一部J-34噴射發動機（推力=13.3kN）
- 最快時速：922公里/小時（在12,200米高空）
- 航程：32分鐘
- 昇限：14,691米
- 爬昇率：3,800米/分鐘
- 武裝：4支12.7毫米口徑白朗寧M2重機槍
- 乘員：1人

## 設計特點

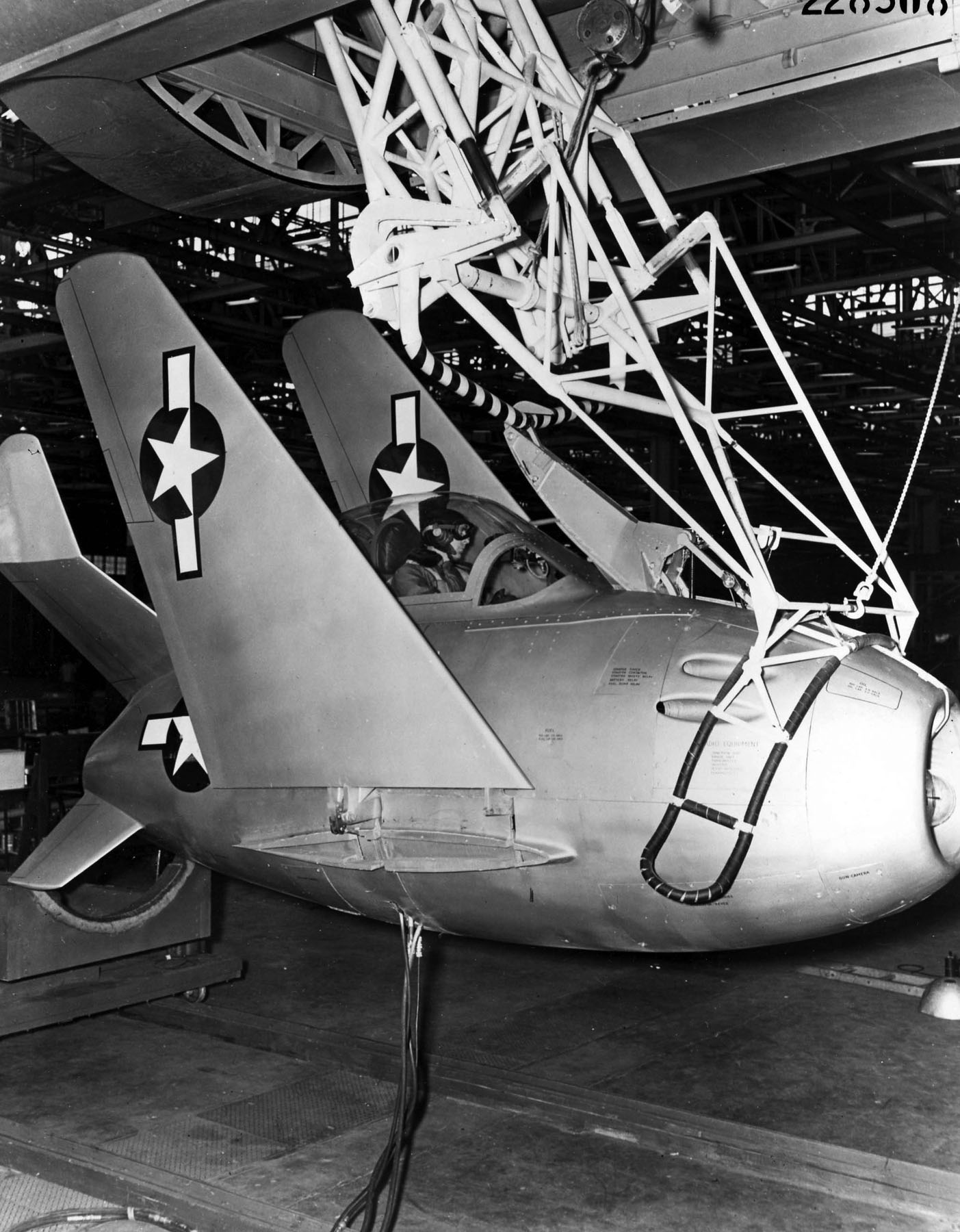
機翼折起的XF-85

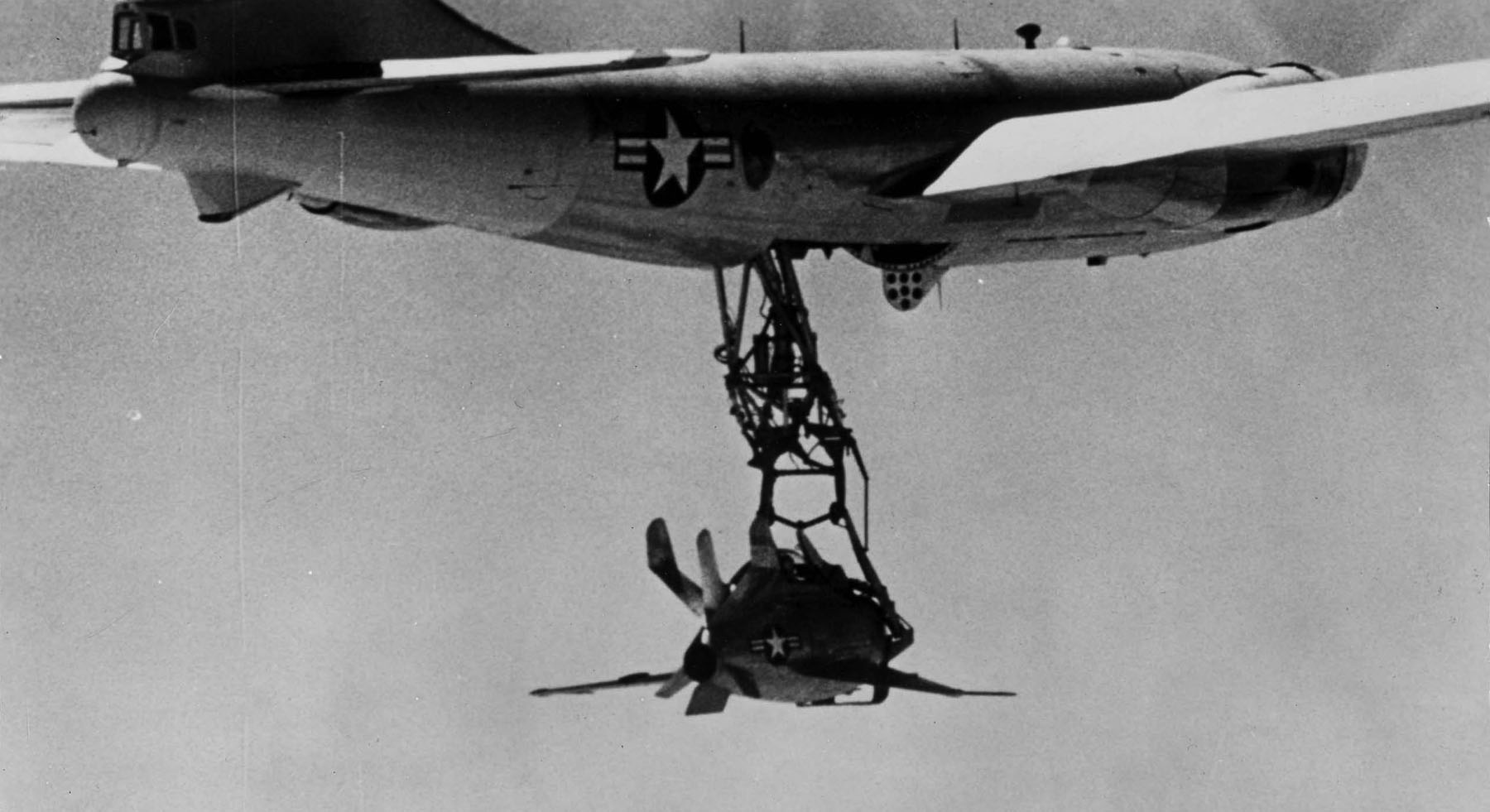
正在由轟炸機投放的XF-85

XF-85機身是圍繞著J-34噴射發動機設計，機身呈蛋形，機頭是進氣口，在進氣口後方是4支白朗寧M2重機槍，主翼是36度後掠翼，可以向上折起以便收藏在轟炸機的彈艙裡，尾翼被分成三塊以節省空間，每架轟炸機可以收藏一架，如果不另載炸彈的話可以最多載三架，當遇上敵機時會如同投彈般放出XF-85，這時XF-85的主翼會展開，在空戰完畢後回收再由轟炸機補充燃料和彈藥，由於由轟炸機運送，所以，XF-85無起落架
XF-85雖然空戰機動性不錯，但由於航程短火力弱，再加上再回收時險象環生，最終下馬收場。

## 研製國家
- 美国

## 流行文化
- 在2004年推出的戰地風雲1942之秘密武器，玩家可以駕駛XF-85，由於遊戲設定是陸上機場，故當中的XF-85有起落架。

## 外部連結
- XF-85袖珍戰鬥機小史 （页面存档备份，存于）